# Innate
Pour les articles homonymes, voir Innate (homonymie).
Innate est une marque déposée de la société Simplot (premier groupe américain de l'industrie de transformation de la pomme de terre) qui désigne une série de variétés transgéniques de pommes de terre mises au point par sa filiale de biotechnologie, Simplot Plant Sciences.

## Description
Ces variétés, qui ne sont pas encore commercialisées, présentent des caractéristiques qui les rendent particulièrement adaptées à la production de frites surgelées et de chips. Les modifications génétiques ont permis en effet de réduire la teneur de ces pommes de terre en sucres réducteurs et en asparagine (acide aminé), et de limiter le noircissement interne consécutif aux meurtrissures subies par les tubercules. Ces qualités supplémentaires s'ajoutent à celles, conservées, des variétés d'origine (pour le moment sont concernées trois variétés à frites commerciales, 'Ranger Russet', 'Russet Burbank' et 'Atlantic', et deux variétés à chips privées, créées par Simplot).
Selon la présentation qui en est faite par Simplot Plant Sciences, les modifications ainsi apportées devraient profiter aux producteurs et aux industriels, en limitant les pertes, mais aussi aux consommateurs tant par la garantie de saveur, de texture et d'une couleur blonde des frites (par l'absence de sucres réducteurs), que par la moindre formation d'acrylamide lors de la friture (substance considérée comme cancérigène).
La particularité de ces variétés génétiquement modifiées est leur caractère « cisgénique », tenant au fait que les gènes insérés proviennent soit de la pomme de terre (Solanum tuberosum), soit de pommes de terre sauvages (Solanum Sect. Petota), appartenant toutes au pool génique de la pomme de terre. En particulier il n'est pas fait recours à des gènes de sélection produisant des antibiotiques ou des herbicides. Le nom innate, qui signifie « inné », fait référence à ce caractère inhérent à la pomme de terre des gènes transférés.
Une demande d'autorisation aux États-Unis a été déposée en janvier 2013 auprès de l'USDA,.
Des demandes seront également formulées au Canada, au Mexique, en Corée du Sud et au Japon.
Le 7 novembre 2014, le département de l’Agriculture des États-Unis (USDA) approuve les variétés de pomme de terre 'Innate'.
Par un communiqué de presse du 13 novembre 2014, McDonald's, principal producteur américain de frites, fait savoir qu'il « ne se fournit pas en pommes de terre OGM, et n'envisage pas actuellement de changer ses pratiques d'approvisionnement ».
Entretemps, en mars 2014, Simplot a formulé une nouvelle demande concernant une variété transgénique dérivée de la variété 'Russet Burbank' (la plus cultivée aux États-Unis et la plus utilisée pour la production de frites surgelées) par la même technologie Innate. Appelée Innate Event W8, cette variété combine les caractères qualitatifs (moindre teneur en sucres réducteurs -fructose et glucose-, moindre potentiel de formation d'acrylamide lors de la friture et réduction du noircissement interne) avec une résistance au mildiou par l'insertion d'un gène Rpi-vnt1 (ou Rpi-phu1) provenant d'espèces de pommes de terre sauvages qui avait été introgressé chez Solanum tuberosum (tétraploïde) à partir d'un croisement interspécifique Solanum phureja x Solanum stenotomum.     